# 파올로 페데르치니
파올로 페데르치니(Paolo Pedercini, 1981년 ~ )는 이탈리아의 비디오 게임 디자이너이다. 도발적인 좌익 사회정치적 관점을 통해 노동시장 유연성, 퀴어 이론 등의 주제를 다룬 웹 게임들로 알려져 있다. 그의 웹사이트 이름인 몰레인더스트리아(Molleindustria)라는 이름으로도 알려져 있다. 대표작으로 《신앙격투》, 《맥도널드 비디오 게임》(McDonald's Video Game) 등이 있으며, 2011년 iOS로 출시한 《폰 스토리》(Phone Story)가 앱스토어에서 판매 중단되기도 하였다. 2012년 《언맨드》(Unmanned)로 인디케이드 대상을 수상했다.